# Rengert
Rengert ist ein Ortsteil der Gemeinde Neunkirchen-Seelscheid im Rhein-Sieg-Kreis.

## Lage
Rengert liegt auf einem Bergscheid des Bergischen Landes im westlichsten Teil der Gemeinde. Die Anhöhe wird vom Naafbach und Wenigerbach gebildet. Nachbarorte sind Effert im Süden, Wahlen im Westen und Rippert im Osten.

## Geschichte
Das Dorf gehörte bis 1969 zur Gemeinde Seelscheid.
1830 hatte Rengerth achtzig Einwohner. 1845 hatte der Hof 4 katholische und 95 evangelische Einwohner in 16 Häusern. 1888 gab es 98 Bewohner in 22 Häusern.
1901 hatte das Dorf 77 Einwohner. Verzeichnet sind die Familien Julius Bergfelder, Heinrich Ebels, Emil, Johann Wilhelm und Oswald Haas, Johann Heider, Carl Heinen, August und Regina Klink, Wilhelm Kraus, zwei Bernhard Kröger, Wilhelm Meier, Witwe Wilhelm Röttgen, Heinrich Weesbach und Witwe Johann Zimmermann. Die meisten waren Ackerer, es gab aber auch die Zimmerer Ebels und Heinen, die Spezialitätenhändlerin Klink, Schuster Kraus und die Müller und Schreiner Kröger.